# Cobunus bonthainensis
Cobunus bonthainensis är en stekelart som beskrevs av Heinrich 1934. Cobunus bonthainensis ingår i släktet Cobunus och familjen brokparasitsteklar. Inga underarter finns listade i Catalogue of Life.